# Pyrichaperia pyriformis
Pyrichaperia pyriformis är en mossdjursart som först beskrevs av Ferdinand Canu och Ray Smith Bassler 1929.  Pyrichaperia pyriformis ingår i släktet Pyrichaperia och familjen Chaperiidae. Inga underarter finns listade i Catalogue of Life.